# Dianthus atlanticus
Dianthus atlanticus là loài thực vật có hoa thuộc họ Cẩm chướng. Loài này được Pomel mô tả khoa học đầu tiên năm 1874.